# بیلی اسپیتل
بیلی اسپیتل (۱۸۹۳ - ۱۹۷۹) بازیکن فوتبال اهل بریتانیا بود.
از باشگاه‌هایی که در آن بازی کرده‌است می‌توان به باشگاه فوتبال آرسنال، باشگاه فوتبال لستر سیتی، باشگاه فوتبال نانیتون تاون، و باشگاه فوتبال تاموورث اشاره کرد.